# 1960 у кіно

## Події
- 10 березня — 17-та церемонія вручення премії «Золотий глобус».
- 4 квітня — 33-я церемонія вручення кінопремії «Оскар».
- 4-20 травня — 13-й Каннський міжнародний кінофестиваль, Канни, Франція.
- 24 червня-5 липня — 10-й Берлінський міжнародний кінофестиваль, Західний Берлін.
- 31 липня — 5-а церемонія вручення кінопремії «Давид ді Донателло», Рим, Італія.
- 24 серпня-7вересня — 21-й Венеційський міжнародний кінофестиваль, Венеція, Італія.

## Фільми

### Зарубіжні фільми
- Спартак / Spartacus (реж. Стенлі Кубрик)
- Квартира / The Apartment (реж. Біллі Вайлдер)

### УРСР
- Катя-Катюша
- Роман і Франческа

## Персоналії

### Народилися
- 21 січня — Харатьян Дмитро Вадимович, радянський і російський актор.
- 26 січня — Семак Петро Михайлович, радянський та російський актор театру і кіно українського походження.
- 1 травня — Пашин Євген Владленович, радянський і український актор кіно та дубляжу.
- 28 травня — Ізотова Вероніка Едуардівна, радянська і російська акторка кіно.
- 22 червня — Кушнеров Сергій Сергійович, радянський, український, американський режисер, аніматор.
- 12 липня — Дворжецький Євген Вацлавович, російський актор.
- 19 липня — Сотникова Віра Михайлівна, радянська і російська акторка театру і кіно, телеведуча.
- 23 липня — Джон Ландау, американський кінопродюсер.
- 16 серпня — Юнгвальд-Хількевич Наталія Георгіївна, українська кінокритикиня.
- 17 серпня — Шон Пенн, американський актор і кінорежисер.
- 28 серпня — Емма Семмс, британська акторка.
- 14 вересня — Крістіан Петцольд, німецький кінорежисер та сценарист.
- 31 жовтня — Арно Деплешен, французький кінорежисер та сценарист.
- 8 листопада — Олег Меншиков, російський актор театру і кіно.
- 30 листопада — Хіам Аббасс, ізраїльська акторка та кінорежисерка арабського походження.

### Померли
- 1 січня:
  - Еме Кларіон, французький актор театру та кіно (нар. 1894).
  - Маргарет Саллаван, американська акторка.
- 22 січня — Каюков Степан Якович, російський актор.
- 21 лютого — Жак Беккер, французький режисер і сценарист.
- 4 березня — Гайдебуров Павло Павлович, російський актор театру та кіно, режисер
- 11 березня — Марсель Шанталь, французька акторка (нар. 1901).
- 26 березня — Ян Кейт, американський актор.
- 15 червня — Едвард Кронджагер, американський кінооператор.
- 15 липня — Лоуренс Тіббетт, американський оперний співак (баритон), музикант, актор і радіоведучий.
- 24 липня — Ганс Альберс, німецький актор (нар. 1891).
- 26 липня — Седрік Гіббонс, американський артдиректор, художник-постановник і архітектор.
- 10 серпня — Френк Ллойд, американський кінорежисер та сценарист (нар. 1886).
- 23 вересня — Кетлін Вільямс, американська акторка.
- 8 жовтня — Єгоров Володимир Євгенович, радянський російський художник.
- 15 жовтня — Генні Портен, німецька акторка кіно, продюсерка.
- 5 листопада:
  - Мак Сеннет, американський кіноактор, режисер, продюсер та сценарист.
  - Ворд Бонд, американський актор.
- 11 листопада — Бєлоусов Михайло Михайлович, російський радянський актор.
- 14 листопада — Волтер Кетлетт, американський актор.
- 16 листопада — Кларк Гейбл, голлівудський актор(нар. 1901).
- 14 грудня — Грегорі Ратофф, американський режисер, актор і продюсер російського походження.
- 25 грудня — Гелен Фріман, американська акторка кіно.